# Grand prix de la francophonie
Le grand prix de la francophonie est remis annuellement par l'Académie française à une personnalité qui contribue à l'épanouissement de la langue française à travers le monde.

## Liste des lauréats

### Années 1980
- 1986 : 
  - Martial Bourassa
  - Jean-Paul Cachera
  - Georges Schéhadé
- 1987 : 
  - Général André Ferré
  - Yoichi Maeda (ja)
- 1988 : 
  - Jacques Leprette
  - Jacques Rabemananjara
- 1989 : 
  - Maurice Moriau
  - Hubert Reeves
  - Christian Valantin

### Années 1990
- 1990 : 
  - Albert Cossery
  - Axel Kahn
  - José Guilherme Merquior
- 1991 : 
  - Nourredine Aba
  - Léon-Joseph Suenens
  - Junzō Kawada (de)
- 1992 : 
  - Maurice Métral
  - Khac Vien Nguyen
  - Stig Strömholm (en)
- 1993 : 
  - Manuela Carneiro da Cunha (en)
  - Habib El Malki
  - Abdellatif Laraki
  - Henri Lopes
- 1994 : 
  - Andrew Brown
  - Mohammed Dib
  - Ulla Kölving
  - Liliane Lienert
  - Saliou Touré
- 1995 : 
  - Jacques Caen
  - Stowell Goding
  - Salah Stétié
- 1996 : 
  - Association française d'action artistique
  - Abdou Diouf
  - Adnan Zmerli
- 1997 : 
  - Abdellatif Berbich (en)
  - André Brincourt
- 1998 : 
  - Jean Starobinski
  - Eduardo Viveiros de Castro
  - Jusuf Vrioni
- 1999 : 
  - Assia Djebar
  - Gunnar von Proschwitz

### Années 2000
- 2000 : 
  - Giovanni Macchia
  - Andreï Makine
- 2001 : 
  - François Cheng
  - François Ricard
- 2002 : 
  - Marek Bieńczyk
  - Bronislaw Geremek
  - Cai Hua
  - Raïssa Telechova
- 2003 : 
  - Édouard J. Maunick
  - Ghassan Salamé
  - Lê Thành Khôi (de)
- 2004 : 
  - Henry Cuny
  - Albert Memmi
- 2005 : 
  - Jane Conroy
  - Elias Sanbar
- 2006 : 
  - Alberto Arbasino
  - Roland Mortier
- 2007 : 
  - Élie Barnavi
  - Nahal Tajadod
- 2008 : 
  - Dimitri Analis (el)
  - Lide Tan
- 2009 : 
  - Nadia Benjelloun
  - Thomas W. Gaehtgens

### Années 2010
- 2010 : 
  - Jean-Claude Corbeil
  - Jean Métellus
- 2011 : 
  - Abdellatif Laâbi
  - Daryush Shayegan
- 2012 : 
  - Michèle Rakotoson
  - Daryush Shayegan
- 2013 : 
  - Qiang Dong
  - Boualem Sansal
- 2014 : 
  - Georges Banu
  - Fouad Laroui
- 2015 : 
  - Gabriel Garran
  - Aminata Sow Fall
- 2016 : 
  - Takeshi Matsumura
  - Stromae
- 2017 : 
  - François Boustani
  - Tierno Monénembo
- 2018 : 
  - Kamel Daoud
  - Michel Tremblay
- 2019 : 
  - Petr Král
  - Abdeljalil Lahjomri
  - Jean Pruvost

### Années 2020
- 2020
  - Lise Gauvin
  - Alexandre Najjar
- 2021
  - Frankétienne
  - Abdourahman Waberi
- 2022
  - Trinh Xuan Thuan
  - Journal quotidien francophone L'Orient-Le Jour (Liban)
- 2023
  - Thomas Pavel
  - Camille Limoges
- 2024
  - Abdelfattah Kilito
  - Edwin M. Duval (en)
- 2025
  - Akira Mizubayashi
  - Alice Kaplan